# Criterio de perdedor de la mayoría
El criterio de perdedor de la mayoría es un criterio para evaluar los sistemas de votación con ganador único. El criterio declara que si una mayoría de votantes prefiere cada otro candidato sobre algún candidato, entonces ese candidato no debe ganar.
Cualquiera del criterio de perdedor de Condorcet o el criterio de mayoría mutua implica el criterio de perdedor de la mayoría. Pero, el criterio de Condorcet no implica el criterio de perdedor de la mayoría, porque el método minimax satisface el criterio de Condorcet pero no el criterio de perdedor de la mayoría. También, el criterio de mayoría es lógicamente independiente del criterio de perdedor de la mayoría, porque el escrutinio mayoritario uninominal satisface el criterio de mayoría pero no el criterio de perdedor de la mayoría.
Los métodos que cumplen con este criterio incluyen cualquier método de Condorcet (como Schulze, ranked pares, Kemeny–Young, Nanson, y Baldwin), Coombs, Borda, Bucklin, y segunda vuelta instantánea.